# هتروکروماتین

هتروکروماتین در برابر یوکروماتین

هتروکروماتین یک شکل فشرده از دی‌ان‌ای یا دی‌ان‌ای فشرده است که در انواع مختلفی وجود دارد. این واریته‌ها بر روی یک زنجیره بین دو حد هتروکروماتین سازنده و هتروکروماتین اختیاری قرار دارند. هر دو در بیان ژن‌ها نقش دارند. از آنجایی که بسته‌بندی محکمی دارد، تصور می‌شد برای پلیمرازها غیرقابل دسترسی است و بنابراین رونویسی نمی‌شود. با این حال، با توجه به وُلپ و همکاران (۲۰۰۲)، و بسیاری از مقاله‌های دیگر پس از آن زمان، بسیاری از این دی‌ان‌ای در واقع رونویسی می‌شود، اما به‌طور پیوسته از طریق خاموش کردن رونویسی ناشی از RNA (RITS) برگردانده می‌شود. مطالعات اخیر با میکروسکوپ الکترونی و رنگ‌آمیزی اسمیم تتراکسید نشان می‌دهد که بسته‌بندی فشرده به دلیل کروماتین نیست.